# Коларово (област Благоевград)
Вижте пояснителната страница за други значения на Коларово.
Кола̀рово е село в Югозападна България, област Благоевград, община Петрич.

## География
Село Коларово се намира в полупланински район – в северното подножие на планината Беласица, известно с името Подгорие. Разположено е в непосредствена близост до границата с Гърция, на 10 km западно от общинския център Петрич, на 33 km от Сандански, на 91 km от областния център Благоевград и на 190 km от столицата София. Най-голямото село в Подгорието и второ по брой на населението в Община Петрич. Южно от селото е прохода Демир капия (Железни врата), който в миналото е свързвал селата от двете страни на Беласица. В съседство са разположени селата Беласица и Самуилово Климатът е преходносредиземноморски с летен минимум и зимен максимум на валежите (средна годишна валежна сума около 750 мм). На около 5 километра северно от Коларово тече река Струмешница, ляв приток на Струма. Почвите са предимно делувиално-пролувиални, алувиални и слабооподзолени канелени горски. Населението нараства от естествен и механичен прираст.

## История
Коларово има богато историческо минало. В местността Мусовица, разположена северно от селото през 80-те години е проучвано енеолитно селище. В местността Дебелището, северно от селото е било разположено голямо антично селище. Южно от селото в местността Чуката се намират останките от късноантична и средновековна крепост.
Селото се споменава в османски регистри от 1570 и 1664 – 1665 година. Според данните от първия регистър в селото живеят 201 християнски и 10 мюсюлмански домакинства, а според втория 43 християнски домакинства.
През XIX век селото е със смесено турско-българско население и се числи към Петричка кааза. В „Етнография на вилаетите Адрианопол, Монастир и Салоника“, издадена в Константинопол в 1878 година и отразяваща статистиката на населението от 1873 година, Коларово (Colarovo) е посочено като село с 302 домакинства с 505 жители мюсюлмани и 160 жители българи. Към 1900 година съгласно статистиката на Васил Кънчов („Македония. Етнография и статистика“) в Коларово живеят 1230 жители от които 130 българи-християни и 1100 турци. Всички българи християни в селото са под върховенството на Българската екзархия. По данни на секретаря на екзархията Димитър Мишев („La Macédoine et sa Population Chrétienne“) в 1905 година в Коларово има 208 българи екзархисти.
При избухването на Балканската война през 1912 година шест души от селото са доброволци в Македоно-одринското опълчение.
През 1913 година по време на Междусъюзническата война Коларово е завзето и опожарено от гръцката армия.
След Балканските войни в селото се заселват българи-бежанци от Егейска Македония, предимно от селата Горни Порой, Долни Порой и Липош, Демирхисарско, както и българи планинци от Огражден. По-късно тук се установяват и българи от Струмишко и Щипско.

През 1916 година професор Васил Златарски, като участник в научно-разузнавателната мисия в Македония и Поморавието, организирана от Щаба на действащата армия, посещава селото. В рапорта си до Началник-щаба на действащата армия той пише:
| „ | Коларово било голямо, повече турско село (200 турски и 100 български къщи), но сега нямаше нито един турчин. В турските къщи сега са настанени бежанци от с. Горни Порой, и то повечето жени и деца, защото мъжкото население било отвлечено от французите в с. Лозица на Бутковското езеро. | “ |

| Учители и ученици в прогимназията през учебната 1926 – 1927 година | Учители и ученици в прогимназията през учебната 1926 – 1927 година | Учители и ученици в прогимназията през учебната 1926 – 1927 година | Учители и ученици в прогимназията през учебната 1926 – 1927 година | Учители и ученици в прогимназията през учебната 1926 – 1927 година | Учители и ученици в прогимназията през учебната 1926 – 1927 година | Учители и ученици в прогимназията през учебната 1926 – 1927 година | Учители и ученици в прогимназията през учебната 1926 – 1927 година | Учители и ученици в прогимназията през учебната 1926 – 1927 година | Учители и ученици в прогимназията през учебната 1926 – 1927 година |
| Класове                                                            | Ученици                                                            | Ученици                                                            | Ученици                                                            | Учители                                                            | Учители                                                            | Учители                                                            | Учителки                                                           | Учителки                                                           | Учителки                                                           |
| Класове                                                            | момчета                                                            | момичета                                                           | общо                                                               | редовни                                                            | волнонаемни                                                        | общо                                                               | редовни                                                            | волнонаемни                                                        | общо                                                               |
| ------------------------------------------------------------------ | ------------------------------------------------------------------ | ------------------------------------------------------------------ | ------------------------------------------------------------------ | ------------------------------------------------------------------ | ------------------------------------------------------------------ | ------------------------------------------------------------------ | ------------------------------------------------------------------ | ------------------------------------------------------------------ | ------------------------------------------------------------------ |
| първи                                                              | 22                                                                 | 12                                                                 | 34                                                                 | 1                                                                  | 2                                                                  | 3                                                                  | 0                                                                  | 1                                                                  | 1                                                                  |
| втори                                                              | 17                                                                 | 2                                                                  | 19                                                                 | 1                                                                  | 2                                                                  | 3                                                                  | 0                                                                  | 1                                                                  | 1                                                                  |
| трети                                                              | 15                                                                 | 4                                                                  | 19                                                                 | 1                                                                  | 2                                                                  | 3                                                                  | 0                                                                  | 1                                                                  | 1                                                                  |

На 8 ноември 1948 година в храма „Свети Димитър“ в селото е убит митрополит Борис Неврокопски от низвергнат свещеник.
В 1952 година е създадено читалище „Яне Сандански“.
През 2005 година излиза книга на местния краевед и дългогодишен учител по история Георги Гоцков – „Миналото на Коларово“, която е богат източник за историята на селото.

## Население

### Етнически състав
Преброяване на населението през 2011 г.
Численост и дял на етническите групи според преброяването на населението през 2011 г.:
|                     | Численост |
| Общо                | 1880      |
| Българи             | 1714      |
| Турци               | -         |
| Цигани              | 46        |
| Други               | -         |
| Не се самоопределят | -         |
| Неотговорили        | 85        |

## Обществени институции
- Средно общообразователно училище „Васил Левски“
- Читалище „Яне Сандански – 1952“
- Детска градина „Детски свят“

## Културни и природни забележителности
- Църква „Свети Димитър“
- Църква „Свети Мина“
- Църква „Света Неделя“
- Параклис „Свети Илия“

Няколко са маркираните туристически маршрути в селото.
1. Велосипеден маршрут „Подгорие“
2. Пешеходен маршрут „Коларово – Коларовски водопади“
3. Пешеходен маршрут Коларово – м. Гьолчето – Коларово „Животът на кестена“
4. Тематичен маршрут „Тайните на водата“ (започва от центъра на с. Коларово)
5. Тематичен маршрут „Пътуване в историята“ (започва от центъра на с. Коларово)

През с. Коларово преминава и международен велосипеден маршрут EuroVelo 13 – Iron Curtain Trail
Според Националния туристически регистър категоризирани места за хранене през 2021-ва няма вписани. Има едно категоризирано място за настаняване. В действителност са повече. Коларово е набираща популярност туристическа дестинация заради добрия климат и лесната достъпност. Долината на р. Струма е известен с производството на вино регион, което предполага развитие на винения туризъм в бъдеще.

## Редовни събития
- Всяка година на празника Сурва – 1 януари се провеждат традиционните кукерски (станчинарски) игри.
- От 2012 година през есента селото е домакин на ежегодния Фестивал на кестена.[15]
- Традиционният събор на селото се провежда ежегодно на 26 октомври – Димитровден.

## Личности
Родени в Коларово
- Красимир Костов (р. 1995), футболист, вратар на Пирин (Благоевград), младежки национал
- Методи Теохаров (р. 1948), български политик от БСП, професор по почвознание
- Серафим Бързаков (р. 1975), български спортист, борец
- Христо Атанасов, македоно-одрински опълченец, 27-годишен, четата на Дончо Златков, 4 рота на 15 щипска дружина[16]

Починали в Коларово
- Антон Терзийски (? – 1922), български революционер, обесен от дейци на ВМРО край Коларово при междуособиците в революционното движение[17]
- Борис Неврокопски (1888 – 1948), български духовник
- Васил Терзийски (? – октомври 1922), български революционер, обесен от дейци на ВМРО на моста край Коларово при междуособиците в революционното движение[17]
- Илия Докторов (1876 – 1947), български революционер
- Вельо Танчев (1888 – 1973), български революционер, македоно-одрински опълченец[18]

Свързани с Коларово
- Георги Митрев (р. 1971), български историк, доцент

## Други
В селото се намира дирекцията на Природен парк Беласица, който обхваща по-голямата част от българския дял на планината.